# Generalkonferenz (Mormonen)
Eine Generalkonferenz ist ein Treffen von Mitgliedern der Kirche Jesu Christi der Heiligen der Letzten Tage, welches zweimal jährlich, jeweils am ersten Samstag und Sonntag im April und Oktober, stattfindet. Es findet im LDS-Konferenzzentrum in Salt Lake City, Utah statt. Während jeder Konferenz kommen die Mitglieder zu einer Reihe von zwei Stunden dauernden Sitzungen zusammen, in denen sie die Predigten der Kirchenführer anhören. Die Konferenz besteht aus sechs Sitzungen. Die Frauensitzungen werden eine Woche vor den allgemeinen Sitzungen abgehalten. Es gibt danach vier allgemeine Sitzungen und eine Sitzung für die Priester der Kirche. Private Trainingstreffen werden auch abgehalten für lokale Kirchenführer.
Obwohl die Generalkonferenzen in Salt Lake City stattfinden, handelt es sich um internationale Veranstaltungen der Kirche. Die Sitzungen werden in über 90 Sprachen übersetzt und über lokale, internationale und Internetmedien verbreitet.

## Geschichte und Struktur
In der HLT-Kirche sind Generalkonferenzen Treffen, die zweimal jährlich stattfinden, bei denen die Generalautoritäten predigen und Anweisungen bezüglich der Grundsätze und Lehre der Kirche geben. Auch Veränderungen in der Führung der Kirche, die der allgemeinen Zustimmung bedürfen, werden bekanntgegeben und zum Votum gestellt. Die Generalkonferenzen werden an den ersten Wochenenden im April und Oktober gehalten. Die Konferenz im April wird Jährliche Generalkonferenz genannt und die Konferenz im Oktober wird Halbjährliche Generalkonferenz genannt. In der Konferenz im April werden Statistiken und Finanzberichte der Kirche bekanntgegeben; dies fehlt in der Konferenz im Oktober. Die Konferenzen werden nach der Anzahl von Jahren seit dem Bestehen der Kirche im April 1830 benannt. Deshalb war die Konferenz vom April 2016 die 186te Jährliche Generalkonferenz und die Konferenz vom Oktober 2016 die 186te Halbjährliche Generalkonferenz.
Die erste Generalkonferenz fand bereits zwei Monate nach Gründung der LDS statt. Seit Oktober 1848 wurden alle Generalkonferenzen in Salt Lake City abgehalten. Mit der Ausnahme im Jahre 1877. Diese Generalkonferenz wurde in St. George abgehalten. Nachdem die LDS sich auf Grund von Bundesgesetzen gegen die Mehrehe in den letzten beiden Jahrzehnten des 19. Jahrhunderts in einer finanziellen und gesellschaftlichen Krise befand und viele Generalautoritäten im Exil waren, fanden auch fünf Generalkonferenzen in der Zeit von 1885 bis 1887 außerhalb Salt Lake Citys statt.
Die Konferenzen wurden in einer überdachten Halle in den Jahren 1848 bis 1852 abgehalten, in dem Alten Tabernakel in den Jahren 1852 bis 1867 und in dem Salt-Lake-Tabernakel in den Jahren 1867 bis zum April 2000. Seitdem werden die Generalkonferenzen im LDS-Konferenzzentrum abgehalten. Historisch gesehen waren die Generalkonferenzen immer drei Tage lang und beinhalteten bei der Generalkonferenz im April immer den 6. April als Gründungsdatum der Kirche. Dies machte die Teilnahme schwierig für Mitglieder, wenn der 6. April auf einen Wochentag fiel. Deshalb entschied sich Spencer W. Kimball im April 1977 dafür, dass die Generalkonferenz nur am Wochenende stattfinden und nur zwei Tage dauern solle.
Jede Konferenz besteht zurzeit aus sechs Sitzungen: vier allgemeinen Sitzungen, einer Priesterschaftssitzung und einer Frauensitzung. Die allgemeinen Sitzungen beginnen um 10 Uhr früh und 2 Uhr nachmittags, am Samstag und Sonntag. Diese sind für alle offen, die Tickets haben. Um 6 Uhr nachmittags am Samstag wird die Priestertumssitzung für alle, die das Priestertum haben, gehalten. Die allgemeinen und Priestertumssitzungen dauern ungefähr zwei Stunden und die Frauensitzung dauert ungefähr 90 Minuten.
Seit dem Jahr 1994 traf sich die Frauenhilfsvereinigung am Samstag, vor der Generalkonferenz im Oktober und bei einer allgemeinen Konferenz, vor der Generalkonferenz im April. Im November 2013 gab die Kirchenführung bekannt, dass ab dem Jahr 2014 diese beiden Konferenzen zusammengelegt werden und allgemeine Frauenkonferenz genannt werden.
Im Oktober 2014 gab die Erste Präsidentschaft bekannt, dass die allgemeine Frauenkonferenz nun ein Teil der Generalkonferenz ist. Im Oktober 2017 gab die Erste Präsidentschaft bekannt, dass die Priestertumskonferenz ab dem April 2018 immer im April, die Frauenkonferenz immer im Oktober gehalten wird. Die Frauenkonferenz findet nun zu dem Zeitpunkt im Oktober statt, an dem früher die Priestertumskonferenz gehalten wurde.
Die Generalkonferenz wurde traditionell in Englisch abgehalten, aber seit dem Oktober 2014 dürfen die Redner auch in ihrer Muttersprache reden. Die Generalkonferenz wird weltweit gesendet und in über 90 Sprachen übersetzt.

## Organisation

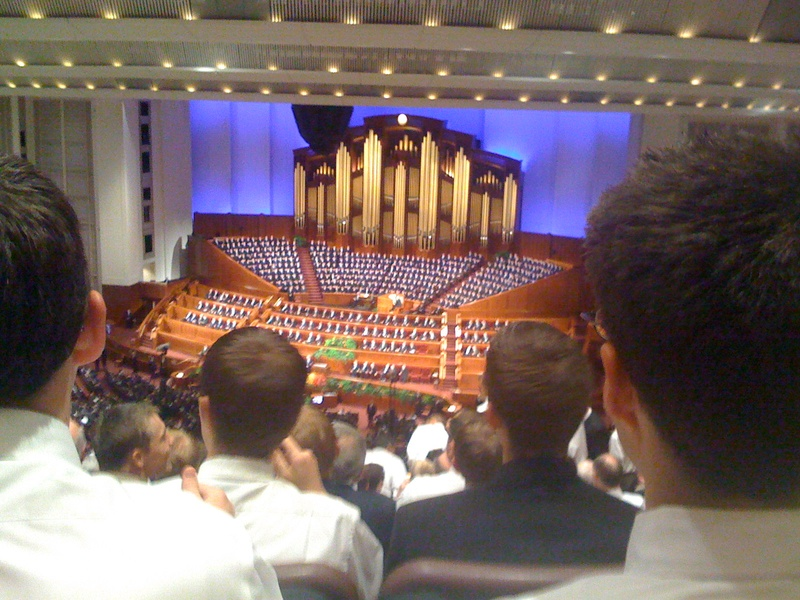
Die Generalkonferenz aus dem Jahr 2008, aus der Perspektive der Zuschauer

Ein Mitglied der Ersten Präsidentschaft ist der Vorsitzende einer Generalkonferenz. Jedoch ist der Präsident der Kirche meistens anwesend und hat immer das letzte Wort. Der Vorsitzende stellt die verschiedenen Sprecher vor, die immer die Erste Präsidentschaft und das Kollegium der Zwölf Apostel beinhalten. Fast jede Generalautorität ist anwesend, obwohl außer der Ersten Präsidentschaft und den Zwölf, nur wenige sprechen. Es sprechen Nicht-Generalautoritäten aus den Schwesterorganisationen der Kirche. Die meisten Gebietssiebziger reisen mindestens einmal im Jahr nach Utah, um bei mindestens einer Generalkonferenz dabei zu sein.
Während einer Generalkonferenz, gewöhnlich am Samstagnachmittag, werden alle Generalautoritäten und Kirchenbeamten zur Abstimmung gestellt von den Mitgliedern der Kirche. Zu diesem Zeitpunkt werden Änderungen in der Kirchenführung und Leitung bekanntgegeben. Der Vorsitzende fragt alle Anwesenden, ob sie die aktuelle Kirchenführung unterstützen und fordert sie auf die Hand zu Heben. Danach fordert er alle auf, die mit der aktuellen Kirchenführung unzufrieden sind, die Hand zu Heben. Stimmen gegen die Kirchenführung sind selten.
Die erste Generalkonferenz nach dem Tod des Präsidenten der Kirche wird „feierliche Zusammenkunft“ genannt. Dort wird jede Generalautorität und jeder Kirchenbeamte, nach der Reihenfolge der Hierarchie gefragt, ob er den neuen Präsidenten unterstützt. Jeder soll seine Hand für oder gegen den Präsidenten heben. Nach dieser Prozedur ist der neue Präsident offiziell bestätigt.
Oft wird bei einer Generalkonferenz auch der Bau neuer Tempel bekanntgegeben oder die Änderungen oder Einführungen neuer Kirchenprogramme.

## Musik
Die Musik bei der Generalkonferenz kommt gewöhnlich vom Tabernacle Choir at Temple Square. Es werden die Lieder aus dem Liederbuch der Mormonen gesungen. Eine Ausnahme ist jedoch die Samstagnachmittagsitzung und die Priestersitzung. Bei diesen Sitzungen werden die Lieder von Chören der Missionarsschule und der Brigham Young University gesungen.

## Predigten

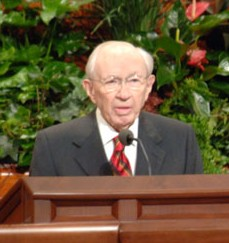
Gordon B. Hinckley spricht auf der Generalkonferenz 2007

Die Predigten der Kirchenführer bei der Generalkonferenz sind besonders wichtig für die Mitglieder, da sie die Worte der Propheten Gottes in heutiger Zeit seien. Sie werden alle in dem offiziellen Kirchenmagazin, Liahona, veröffentlicht und in so viele Sprachen wie möglich übersetzt.

## Verbreitung
Die Generalkonferenz wird auf lokaler und internationaler Ebene im Fernsehen übertragen. Die Sitzungen werden auch in die Gebäude am Temple Square übertragen. Nämlich ins Salt-Lake-Tabernakel, in die Salt Lake Assembly Hall und in das Joseph Smith Memorial Building. Die Generalkonferenz wird über Satellit in alle Gemeindehäuser der Kirche weltweit übertragen. Seit 2010 werden die Sitzungen auch online auf YouTube für alle zum Anschauen bereitgestellt. Die Sitzungen werden in über 90 Sprachen übersetzt.
Die Generalkonferenz wurde im Jahr 1949 zum ersten Mal im Fernsehen übertragen und im Jahr 1961 zum ersten Mal in verschiedene Sprachen übersetzt (Niederländisch, Deutsch, Samoarisch und Spanisch).
Die Generalkonferenz wird in Utah auf vielen regionalen Fernsehsendern und Radiostationen übertragen.

## Weitere Literatur
- Konferenzen in der Enzyklopädie des Mormonismus
- Konferenzberichte in der Enzyklopädie des Mormonismus